# Мацудайра, Кото
Кото Мацудайра (яп. 松平 康東 Мацудайра Ко:то:) (5 февраль 1903 — 4 мая 1994) — японский дипломат, Постоянный представитель Японии при Организация Объединённых Наций с мая 1957 года по мая 1961 года.